# Limnichus ruficolor
Limnichus ruficolor är en skalbaggsart som beskrevs av Maurice Pic 1935. Limnichus ruficolor ingår i släktet Limnichus och familjen lerstrandbaggar. Inga underarter finns listade i Catalogue of Life.